# Hipponix subrufus
Hipponix subrufus is een slakkensoort uit de familie van de Hipponicidae. De wetenschappelijke naam van de soort is voor het eerst geldig gepubliceerd in 1822 door Lamarck.